# Agerbæk Kirke
Agerbæk Kirke er en kirke fra 1929 i den sydlige del af Agerbæk, ca. 20 km sydvest for Grindsted. 
Kirken blev tegnet af arkitekt Axel Hansen og indviet den 22. september 1929.
- Altertavlen er malet af J. Lauritsen Thomsen fra Ansager efter en tegning af Anton Dorph.[1]

## Eksterne kilder og henvisninger
- Agerbæk Kirke på KortTilKirken.dk
- Agerbæk Kirke i bogværket Danmarks Kirker (udg. af Nationalmuseet)

- Wikimedia Commons har flere filer relateret til Agerbæk Kirke